# 導きのハーモニー
『導きのハーモニー』（みちびきのハーモニー）は、霜月はるかの3枚目のベストアルバム。2010年4月14日にティームエンタテインメントから発売された。

## 概要
霜月はるかが歌う様々なゲームソフトの楽曲を集約した、5枚目のアルバム。ベストアルバムとしては3枚目となる。2010年4月14日にティームエンタテインメントより発売。
表題曲「導きのハーモニー」は合唱や掛け合いを盛り込んでおり、ソロライブでは演奏されることが多い。
ジャケット、ブックレットイラストはTiv。

## 収録曲
1. 風の理
  - 作詞・作曲：麻枝准　編曲：たくまる
  - PCゲーム『5 -ファイブ-』OP主題歌
2. 瑠璃の鳥
  - 作詞：六浦館　作曲・編曲：MANYO
  - PCゲーム『殻ノ少女』ED主題歌
3. Everywhere With You
  - 作詞・作曲・編曲：bassy
  - PCゲーム『W.L.O.世界恋愛機構』ED主題歌
4. 想いのカナタ
  - 作詞：霜月はるか　作曲：Famishin & Saki　編曲：森まもる（Angel Note）
  - PCゲーム『夏空カナタ』OP主題歌
5. 始まりのstory
  - 作詞：日山尚　作曲：霜月はるか　編曲：MANYO
  - オンラインゲーム『メイプルストーリー』1月度マンスリーテーマソング
6. Snowdrop
  - 作詞：六浦館　作曲・編曲：MANYO
  - PCゲーム『クロウカシス 七憑キノ贄』OP主題歌
7. Blade of Tears
  - 作詞：青木香苗　作曲・編曲：阿知波大輔
  - PS3ゲーム『クロスエッジ』OP主題歌
8. 星の夢 〜Gathering the stars of love〜
  - 作詞：澄田まお　作曲：Gakkie　編曲：WACHA
  - PCゲーム『星空のメモリア -Wish upon a shooting star-』ED主題歌
9. 楽園の鍵
  - 作詞：霜月はるか　作曲・編曲：羽鳥風画
  - PCゲーム『君の中のパラディアーム』OP主題歌
10. COSMOLAGOON
  - 作詞：青木香苗　作曲・編曲：阿知波大輔
  - PS3ゲーム『トリニティ・ユニバース』OP主題歌
11. たびだちのうた
  - 作詞：六浦館　作曲・編曲：MANYO
  - ニンテンドーDSゲーム『魔女になる。』OP主題歌
12. 永遠
  - 作詞・作曲：麻枝准　編曲：戸越まごめ
  - PCゲーム『5 -ファイブ-』ED主題歌
13. so happy days
  - 作詞：日山尚　作曲・編曲：景家淳
  - PCゲーム『タユタマ -It's happy days-』ED主題歌
14. 眠りの果ての蒼い花
  - 作詞：日山尚　作曲：霜月はるか　編曲：MANYO
  - サウンドストーリー『花想少女 〜Lip-Aura〜』主題歌
15. 導きのハーモニー（新曲）
  - 作詞・作曲：霜月はるか　編曲：MANYO